# سيمون بيرغ
سيمون بيرغ (بالسويدية: Simon Berg)‏ هو مصور سويدي، ولد في 1983.